# Чикшинське сільське поселення
Чи́кшинське сільське поселення (рос. Чикшинское сельское поселение) — муніципальне утворення у складі Печорського району Республіки Комі, Росія. Адміністративний центр — селище Чикшино.
2010 року до складу сільського поселення була включена територія ліквідованого Березовського сільського поселення (селище Березовка).

## Населення
Населення — 484 особи (2017, 884 у 2010, 1354 у 2002, 1231 у 1989).

## Склад
До складу поселення входять такі населені пункти:
| Населений пункт   | Населення, осіб (2002) | Населення, осіб (2002) | Населення, осіб (2010) |
| ----------------- | ---------------------- | ---------------------- | ---------------------- |
| Березовка, селище | -                      | 530                    | 352                    |
| Чикшино, селище   | 1231                   | 824                    | 532                    |